# CBM 4023

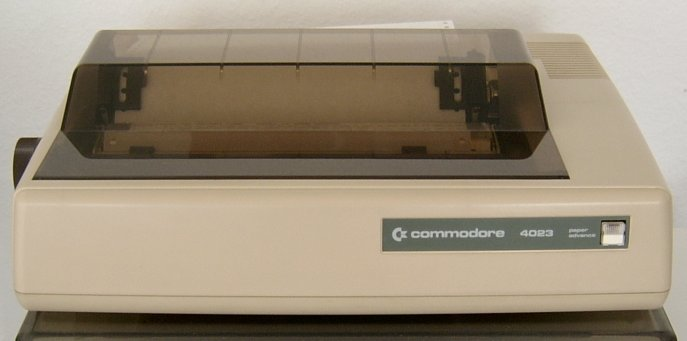
Drucker CBM 4023

Der Matrixdrucker CBM 4023 von Commodore International wurde für die CBM-3000-Serie, CBM-4000-Serie und CBM-8000-Serie eingesetzt und weist folgende Eigenschaften auf:
- Druckgeschwindigkeit: 45 Zeilen pro Minute bei 80 Zeichen je Zeile, 78 Zeilen pro Minute bei 40 Zeichen je Zeile, 124 Zeilen pro Minute bei 20 Zeichen je Zeile
- Druckrichtung bidirektional
- Schriftart: 8 × 8 Punktematrix
- Schreibdichte: 10 Zeichen je Zoll
- Zeilenabstand: programmierbar
- Zeichengröße: Höhe = 2,4 mm (0,094 ″), Breite = 2 mm (0,08 ″)
- Farbbandtyp: Kassette mit einer Nutzungsumfang von 1,2 Millionen Zeichen
- Endlospapier mit 10 Zoll Papierbreite, Traktorführung
- Druckerbefehle und Formatierungsbefehle mit dem Commodore-BASIC programmierbar
- Anschluss über IEEE-488-Schnittstelle
- Austausch des CBM-ASCII-Codes durch einen erweiterten ASCII-Code mit deutschen Umlauten war durch Wechsel eines Speicherbausteins möglich.

Das Vorgängermodell war der Drucker CBM 4022 mit ähnlichen Eigenschaften.